# Линейное пространство (геометрия)
Линейное пространство — базовая структура геометрии инцидентности.  Линейное пространство состоит из множества элементов, называемых точками, и множества элементов, называемых прямыми.  Каждая прямая является различным подмножеством точек. Говорят, что точки прямой инцидентны прямой.  Любые две прямые могут иметь не более одной общей точки.  Интуитивно, это правило можно продемонстрировать как две прямые на евклидовой плоскости, которые никогда не пересекаются более чем в одной точке.
(Конечные) линейные пространства можно рассматривать как обобщения проективной и аффинной плоскостей, и в более широком смысле, как 2-{\displaystyle (v,k,1)} блок-схемы, для которых требуется, чтобы каждый блок содержал одинаковое число точек и существенной структурной характеристикой является то, что две точки инцидентны в точности одной прямой.
Термин линейное пространство ввёл Либоис в 1964, хотя многие результаты относительно линейных пространств существенно старше.

## Определение
Пусть L = (P, G, I) — структура инцидентности, для которой элементы P называются точками, а элементы G называются прямыми.  L является линейным пространством, если выполняются следующие три аксиомы:
- (L1) две точки инцидентны в точности одной прямой.
- (L2) любая прямая инцидентна по меньшей мере двум точкам.
- (L3) L содержит по меньшей мере две прямые.

Некоторые авторы опускают (L3) при определении линейных пространств. В этом случае линейные пространства, соблюдающие (L3), считаются нетривиальными, а не соблюдающие  — тривиальными.

## Примеры
Регулярная евклидова плоскость с её точками и прямыми образует линейное пространства, более того, все аффинные и проективные пространства являются линейными пространствами.
Таблица ниже показывает все возможные нетривиальные пространства из пяти точек.  Поскольку любые две точки всегда инцидентны одной прямой, прямые, инцидентные только двум точкам, не показаны.  Тривиальный случай — прямая через пять точек.
В первом примере десять прямых, соединяющих десять пар точек, не нарисованы.  На второй иллюстрации не нарисованы семь прямых, соединяющих семь пар точек.
|           |          |          |          |
| 10 прямых | 8 прямых | 6 прямых | 5 прямых |

Линейное пространство из n точек, содержащее прямую, инцидентную n − 1 точкам, называется почти пучком. (См. «Пучок»)
|                          |
| Почти пучок с 10 точками |